# Robert Granjon
Robert Granjon (1513 - Rome, 16 november 1579 1588 1590) was een Frans lettersnijder en letterzetter.
Hij werkte onder andere in Parijs, Lyon, Frankfurt, Antwerpen en Rome voor vele bekende drukkerijen uit die tijd.

## Werk
Hoewel hij geleerd had voor goudsmid, werkte Robert Granjon vanaf 1543 als stempelsnijder in Parijs.
Zijn eerste boek dat hij met de hand gezet had, een pocket formaat van het Nieuwe Testament van de Bijbel in Grieks en Latijn, werd in het jaar 1549 in Parijs uitgegeven.
Tussen 1563 en 1570 werkte hij nauw samen met de Antwerpse drukker Christoffel Plantijn.
In 1578 ging Granjon door naar Rome om daar te werken in de pauselijke drukkerij van het Vaticaan.
Vooral Granjons mooie cursieve lettertypen zijn vandaag de dag nog in trek en worden vaak gecombineerd en vergeleken met Claude Garamonds lettertypen.
Enkele originele drukvormen en matrijzen zijn bewaard gebleven in het Plantin-Moretus museum in Antwerpen.